# Ганцевичі (Логойський район)
Ганцевичі (біл. вёска Ганцеўічы) — село в складі Логойського району розташоване в Мінській області Білорусі, підпорядковане Каміньській сільській раді.
Село Ганцевичі розташоване в центральних районах Білорусі, у північній частині Мінської області - орієнтовне розташування [Архівовано 11 червня 2020 у Wayback Machine.].